# Ryska federationens kommunistiska parti
Ryska federationens kommunistiska parti (ryska: Коммунистическая партия Российской Федерации, förkortat КПРФ/Kommunistitjeskaja partija Rossijskoj Federatsii, KPRF) är ett marxist-leninistiskt, vänsternationalistiskt och kommunistiskt politiskt parti i Ryssland. Det grundades 14 februari 1993 som en reaktion mot Sovjetunionens upplösning, och är ett resultat av det gamla sovjetiska kommunistpartiets upplösning. Partiet anser sig vara det gamla kommunistpartiets rättmätiga arvtagare på den politiska arenan. I januari 2012 var medlemsantalet 156 528 fördelade på 81 regionala avdelningar.

## Partiet
Kommunistpartiet är sedan parlamentsvalet 2003 det näst största partiet i det ryska underhuset, Statsduman. I parlamentsvalet 2011 hade partiet stor framgång, man fick 12,6 miljoner röster (19,19 procent) vilket innebar 35 fler mandat än under förra mandatperioden. Partiet skiljer sig på flera punkter åsiktsmässigt från traditionella vänster- och kommunistpartier. Bland annat så är man tämligen nationalistiska och antiliberala i värderingsfrågor. Till exempel stöttade man den nyligen införda lagen mot "homosexuell propaganda".

## Valresultat

### Val tillstatsduman1993–2016
| Årtal | Andel av rösterna |
| ----- | ----------------- |
| 1993  | 12,4 %            |
| 1995  | 22,3 %            |
| 1999  | 24,3 %            |
| 2003  | 12,6 %            |
| 2007  | 11,6 %            |
| 2011  | 19,2 %            |
| 2016  | 13,3 %            |

### Presidentval
| Årtal | Kandidat           | Andel av rösterna                  |
| ----- | ------------------ | ---------------------------------- |
| 1996  | Gennadij Ziuganov  | 1:a omg.: 32,0 %, 2:a omg.: 40,3 % |
| 2000  | Gennadij Ziuganov  | 29,2 %                             |
| 2004  | Nikolaj Charitonov | 13,7 %                             |
| 2008  | Gennadij Ziuganov  | 17,76 %                            |
| 2012  | Gennadij Ziuganov  | 17,18 %                            |

## Bilder

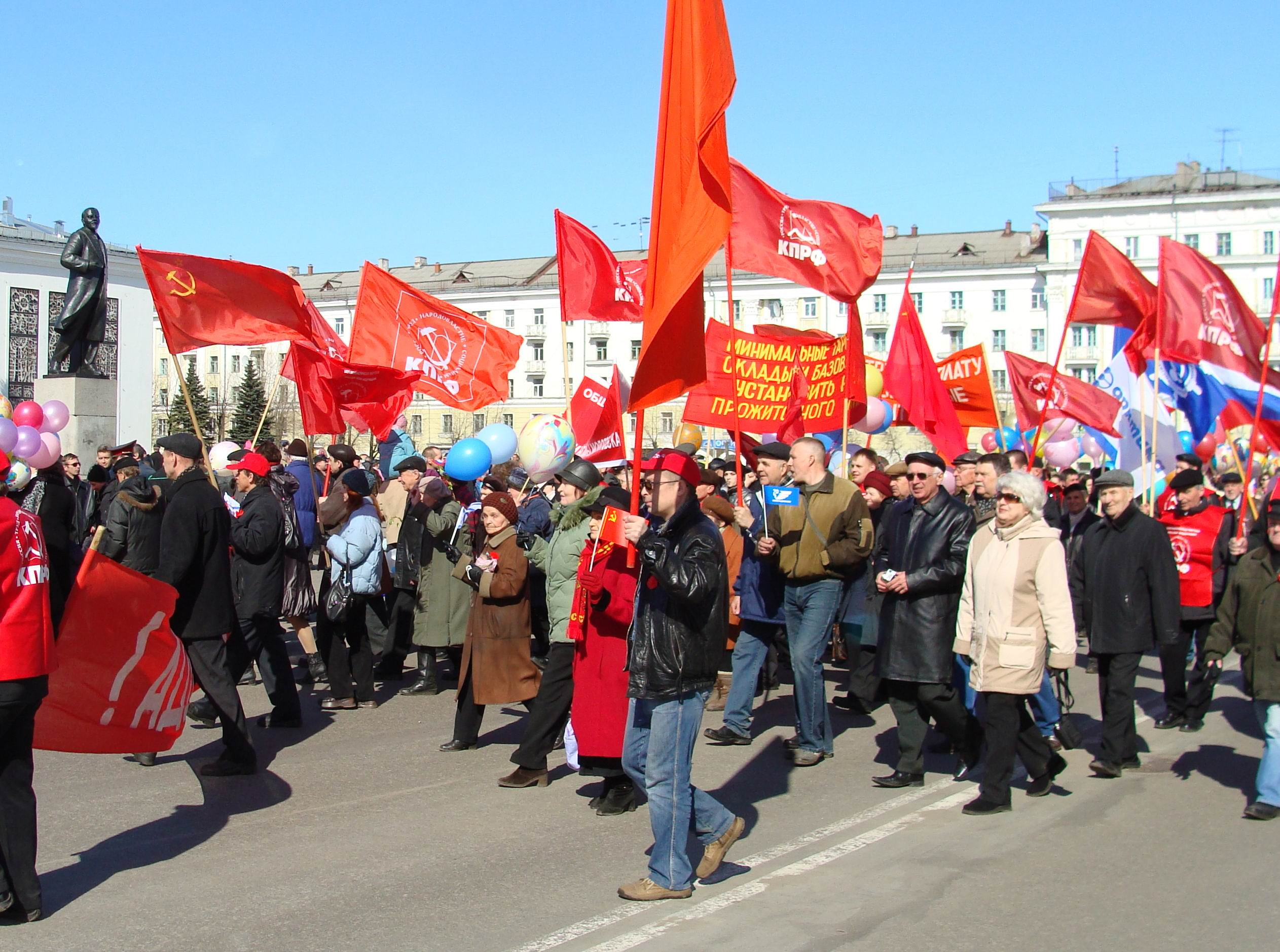
Partiet under första maj 2009 i Severodvinsk, Ryssland.